# Austin Greyhound
Austin Greyhound là một loại máy bay tiêm kích hai tầng cánh của Anh trong Chiến tranh thế giới I, do hãng Austin chế tạo.

## Tính năng kỹ chiến thuật
Dữ liệu lấy từ War Planes of the First World War:Volume One: Fighters 
Đặc điểm tổng quát
- Kíp lái: 2
- Chiều dài: 26 ft 8½ in (8.14 m)
- Sải cánh: 39 ft 0 in (11.89 m)
- Chiều cao: 10 ft 4 in (3.15 m)
- Diện tích cánh: 400 ft2 (37.2 m2)
- Trọng lượng rỗng: 1.838 lb (835 kg)
- Trọng lượng có tải: 3.032 lb (1.378 kg)
- Động cơ: 1 × ABC Dragonfly I, 320 hp (239 kW)

Hiệu suất bay
- Vận tốc cực đại: 129 mph (208 km/h)
- Thời gian bay: 3 giờ
- Trần bay: 19.000 ft (5.790 m)
- Vận tốc lên cao: 920 [2] ft/min (4,7 m/s)

Vũ khí trang bị
- 2 Súng máy Vickers .303 in
- 1 Súng máy Lewis.303 in